# Joe Melchiore
Joe Melchiore – amerykański zapaśnik walczący w stylu wolnym. Zajął siódme miejsce na mistrzostwach świata w 1990. Trzeci w Pucharze Świata w 1991. Mistrz świata juniorów w 1983 roku.
Zawodnik Highland Regional High School z Blackwood i University of Oklahoma, a potem University of Iowa. Cztery razy All American (1985, 1986, 1988 i 1989) w NCAA Division I, drugi w 1988 i trzeci w 1989 roku.
W 1986 wygrał Big 8 Conference.